# Bataille de Tricaméron
Guerre des Vandales
Batailles
Bataille de l'Ad Decimum - Bataille de Tricaméron
La bataille de Tricaméron a lieu le 15 décembre 533 entre les armées vandales, conduites par leur roi Gélimer et son frère Tzazon, et l'armée byzantine, commandée par le général Bélisaire. Elle fait suite à la bataille de l'Ad Decimum et confirme l'anéantissement de la puissance militaire vandale, achevant la « reconquête » de la province d'Afrique sous l'empereur Justinien.

## Contexte
Après la bataille d'Ad Decimum, Bélisaire et son armée s'emparent de Carthage. Le roi vandale Gélimer s'installe à Bulla Regia en Numidie, à environ 150 km à l'ouest de Carthage (à la frontière ouest de la Tunisie moderne). Il sait qu'il n'est pas en mesure d'affronter les forces de Bélisaire. Il envoie donc des messagers à son frère Tzazon, alors en campagne en Sardaigne contre l'usurpateur Godas. Après avoir reçu le message, Tzazon décide de retourner en Afrique pour rejoindre Gélimer.
Pendant ce temps, Gélimer tente de rallier les populations locales à sa cause. Il offre des récompenses aux tribus berbères et puniques locales pour chaque tête d'homme byzantin qu’ils peuvent apporter, et envoie des agents à Carthage pour tenter de corrompre les mercenaires byzantins huns - essentiels au succès de Bélisaire à l'Ad Decimum. Le 10 décembre, Tzazon et son armée rejoignent Gélimer. Ce dernier estime ses forces suffisantes pour prendre l'offensive. Avec les deux frères à la tête de l'armée, la force vandale s'arrête sur le chemin de Carthage pour détruire le grand aqueduc qui alimente la ville en eau. 
Bélisaire a fortifié la ville au cours des douze semaines qui ont suivi la bataille de l'Ad Decimum, mais il est au courant des agents de Gélimer et ne peut plus faire confiance aux Huns dans son armée. Au lieu d'attendre une possible trahison lors d'un siège, il forme son armée et part avec la cavalerie à l'avant, les Byzantins au centre et les Huns à l'arrière de la colonne.

## Bataille
Les deux armées se rencontrent à Tricaméron, à environ 50 km à l'ouest de Carthage, et la cavalerie byzantine charge immédiatement les lignes vandales, se reformant et attaquant à deux reprises. L'infanterie byzantine attaque alors furieusement l'infanterie vandale, et les Byzantins prennent l'avantage. Au cours de la troisième charge de cavalerie byzantine, Tzazo est tué à la vue de Gélimer. Comme c'est le cas à l'Ad Decimum, Gélimer perd son courage. Les lignes vandales commencent à se retirer et sont bientôt en déroute. Gélimer s'enfuit en Numidie avec ce qui reste de son armée, après avoir perdu 800 hommes.

## Conséquences
Gélimer se rend compte que son royaume est perdu et tente de fuir en Espagne, où il reste encore des Vandales, n'ayant pas suivi Genséric lors de son passage en Afrique du Nord plusieurs années auparavant. Cependant, les Byzantins entendent parler de ses plans et l'interceptent. Il est contraint d'abandonner ses possessions et de se réfugier dans les montagnes de Tunisie, où il peut compter sur des alliés Berbères. L'année suivante, il est retrouvé et encerclé par les forces byzantines dirigées par Pharas. Au début, il refuse de se rendre, même après avoir reçu la promesse qu'il pourrait continuer à gouverner. Après un hiver particulièrement rude, il finit par abandonner et se rend à Bélisaire. Le royaume vandale prend fin et ses provinces de Sardaigne, de Corse et des îles Baléares passent sous le contrôle de l'empereur byzantin Justinien.

### Importance
L'historien américain Paul K. Davis écrit : « Avec cette victoire, les Byzantins ont repris le contrôle de l'Afrique du Nord pour l'empire romain d'Orient. Cette position est devenue un tremplin pour l'invasion byzantine de l'Italie et cette invasion a réincorporé, temporairement, l'empire romain d'Orient et d'Occident. »